# 野川隆
野川隆（のがわ たかし、1901年4月23日 - 1944年12月23日）は、日本の詩人である。

## 人物
千葉県千葉市出身、父は東大医学部で森鷗外と同期であった野川二郎である。隆の出生後まもなく、父が岐阜県大垣市で医院を開業したため、大垣市で育つ。大垣中学に学び、卒業後は東洋大学に入学するも中退、横浜税関に勤めながら、詩作をはじめる。この当時は、モダニズム詩人として活躍し、1924年には、北園克衛らとともに詩誌『ゲエ・ギムギガム・プルルル・ギムゲム』を創刊、ダダイスム的な活動をしている。この雑誌には、稲垣足穂や村山知義も寄稿していた。稲垣は、文学に物理学を持ち込んだ先駆者として、野川のことを回想している。
1927年、壺井繁治・小野十三郎・萩原恭次郎たちの創刊したアナキスト系雑誌『文芸解放』の同人として名を連ね、1928年あたりから雑誌『戦旗』の編集に携わるなど、プロレタリア文学運動に参加していく。『戦旗』時代には、作品発表よりも、読者網の組織に力をつくし、雑誌発行を支えた。プロレタリア文学運動が弾圧によって解体した後は、壺井繁治・小熊秀雄たちのつくった風刺文学団体「サンチョ・クラブ」に属し、詩や詩論を書いていた。
1938年12月、満州国浜江省呼蘭県の農事合作社に勤務し、農民たちの集団活動を援助する。しかしその後、満州国の治安維持法違反の容疑で検挙され、獄中で体調が悪化し、仮出獄が認められたが回復せずに奉天医大病院で死去した。この時期、詩集『九篇詩集』をハルピンで出版（1940年）したほか、小説「狗宝」が1941年の第14回芥川賞の候補作品となった。

## 参考資料
西田勝「中国農民に殉じた詩人野川隆」（2003年、『近代日本の戦争と文学』所収）